# علاءالدین
علاءالدین نام یکی از شخصیت‌های داستانی هزار و یک شب است. این یکی از معروف ترین داستان‌های مرتبط با کتاب هزار و یک شب است، با وجود اینکه بخشی از متن اصلی نیست. آنتوان گالان نویسنده فرانسوی بر اساس داستان عامیانه ای که از حنا دیاب نویسنده سوری شنیده بود، اضافه شده است.

## ریشه
این داستان که همراه با علی بابا به عنوان یکی از "قصه های یتیم" کتاب شناخته می‌شود، بخشی از مجموعه اصلی هزار و یک شب نبود و منبع متنی معتبر عربی ندارد، اما توسط مترجم فرانسوی آن، آنتوان گالان، در کتاب هزارویک شب گالان گنجانده شد.
جان پین بخش‌هایی از دفتر خاطرات منتشر نشده گالان را نقل می‌کند: ضبط رویارویی گالان با یک داستان‌نویس سوری از حلب، حنا دیاب. طبق دفتر خاطرات گالان، او در ۲۵ مارس ۱۷۰۹ با حنا، که با مسافر مشهور فرانسوی پل لوکاس از حلب به پاریس سفر کرده بود ملاقات کرد. دفتر خاطرات گالان بیشتر گزارش می دهد که رونویسی او از "علاءالدین" برای انتشار در زمستان اتفاق افتاده است. از ۱۷۰۹–۱۷۱۰ این کتاب در جلدهای ششم و ششم او از شب‌ها که در سال 1710 منتشر شد، بدون هیچ اشاره‌ای یا قدردانی از مشارکت هانا گنجانده شد.
پین همچنین کشف دو نسخه خطی عربی حاوی علاءالدین را در کتابخانه ملی فرانسه در پاریس ثبت کرده است (به همراه دو داستان «درهم» دیگر). یکی از آنها توسط یک کشیش مسیحی سوری مقیم پاریس به نام دیونیسیوس شاویش با نام مستعار Dom Denis Chavis نوشته شده است. فرض بر این است که نسخه دیگر نسخه‌ای از میخائیل صباغ باشد که از نسخه‌ای خطی در سال ۱۷۰۳ در بغداد نوشته شده است. این نسخه توسط Bibliothèque Nationale در پایان قرن نوزدهم خریداری شد. محسن مهدی نویسنده عراقی به عنوان بخشی از کار خود بر روی اولین نسخه انتقادی هزار و یک شب نشان داده است. thatکه هر دو این نسخه‌های خطی «پشت‌ترجمه‌هایی» از متن گالان به عربی هستند.
روت بی. باتیگایمر و پائولو لموس هورتا استدلال کرده‌اند که حنا دیاب را باید نویسنده اصلی برخی از داستان‌هایی دانست که او ارائه کرده است، و حتی چندین داستان دیاب (از جمله علاءالدین) تا حدی بوده است. از زندگی خود دیاب الهام گرفته شده است، زیرا شباهت هایی با زندگی نامه او وجود دارد.

## نگارخانه

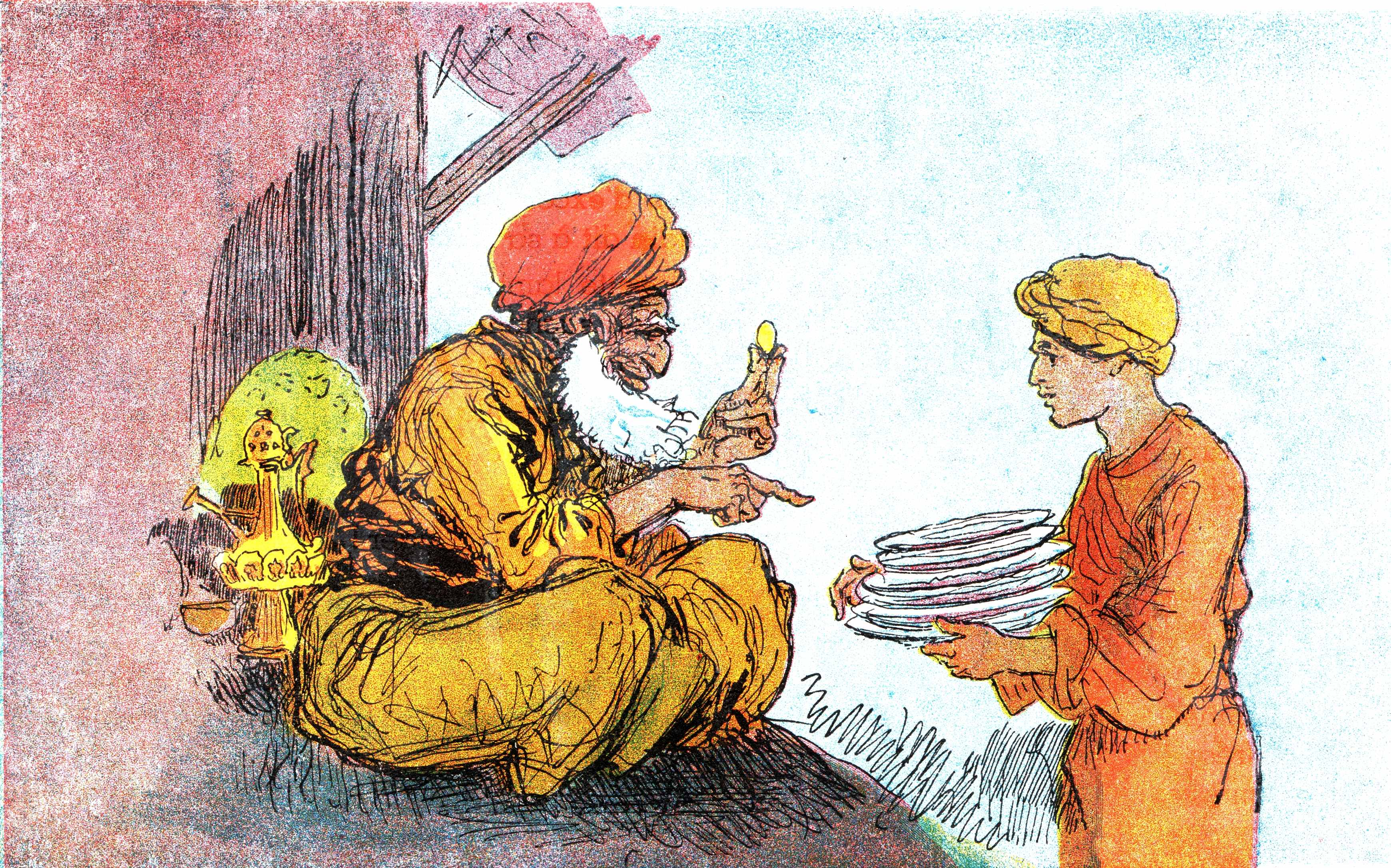
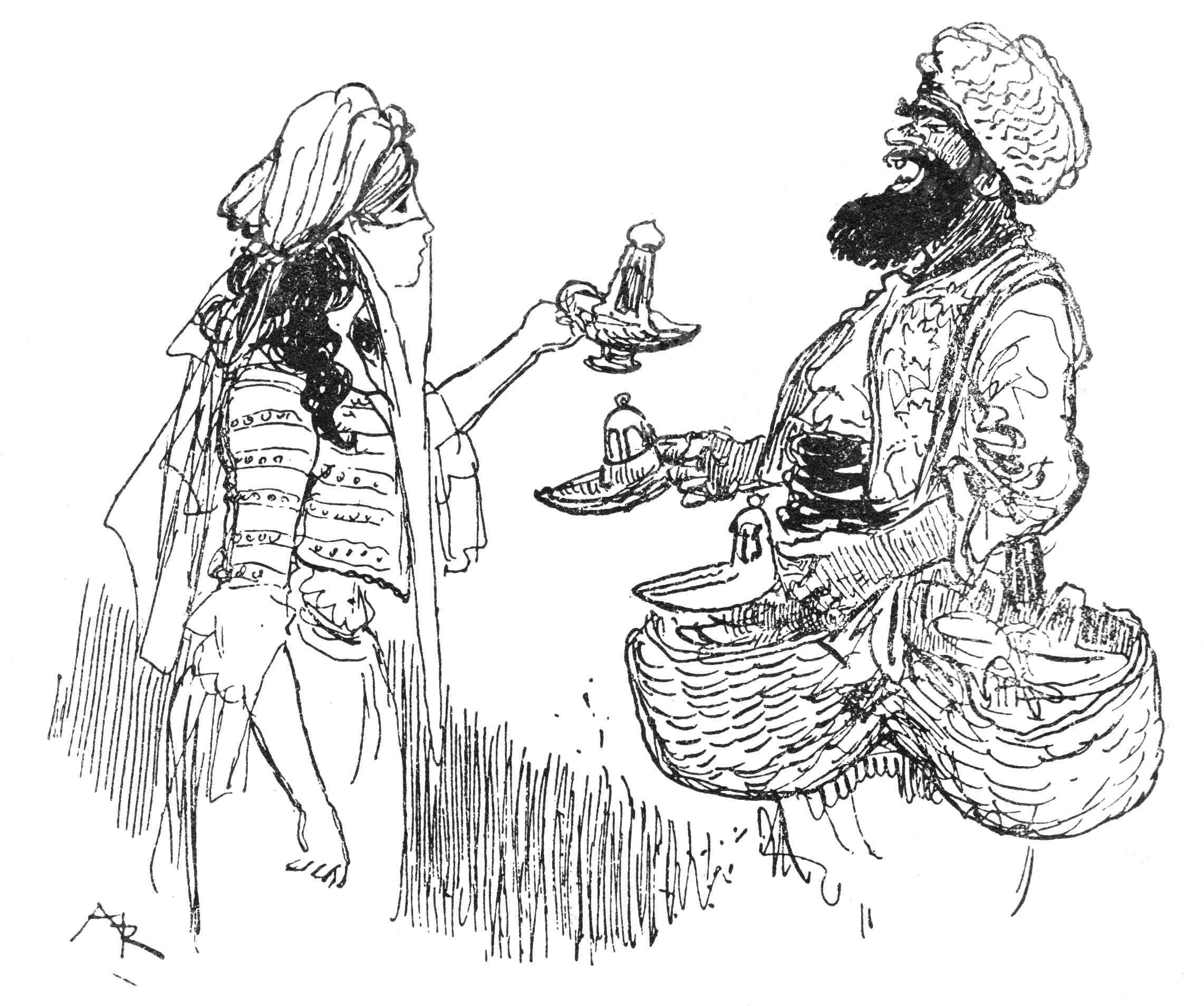
نگاره
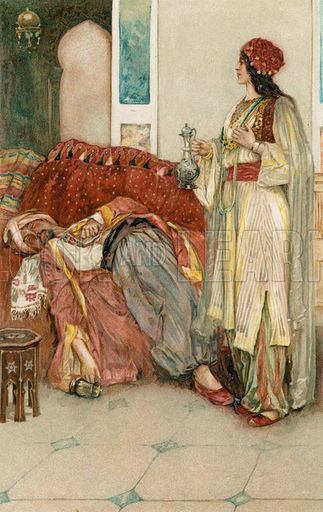
داستان علاءالدین
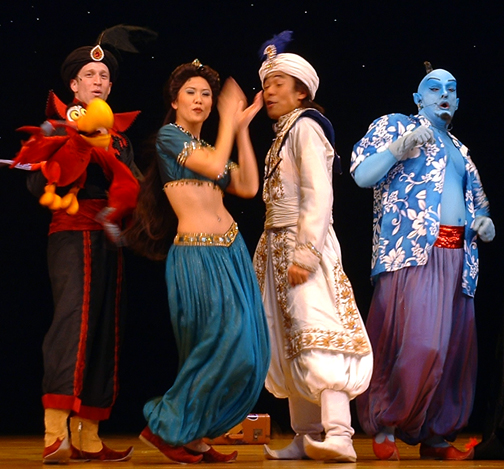
در تئاتر